# Société civile des auteurs multimédia
Conocida como la Scam ( en francés: Société civile des auteurs multimédia, acrónimo Scam ) es una sociedad francesa de gestión de derechos de autor.

## Historia
Fundada el 11 de mayo de 1981 por 24 realizadores de documentales, su objetivo inicial era que se les reconociera la condición de documentalistas y obtener la protección y distribución de sus obras y el producto de sus derechos cada vez que se emitieran. En 2021, contaba con más de 49.000 miembros entre directores, escritores, traductores, periodistas, videógrafos, fotógrafos, ilustradores, diseñadores y un largo etcétera del mundo de la creación audiovisual.  La Scam los representa ante las autoridades, los productores y los otros autores; discute, recopila y distribuye sus derechos de propiedad, afirma sus derechos morales y negocia sus intereses futuros.  Es decir, la Scam gestiona los derechos de propiedad de sus autores miembros: el derecho de representación y el derecho de reproducción. El derecho de representación es la comunicación directa de la obra al público (retransmisión televisiva, radiodifusión, VoD, [[Pódcast|podcast]], etc.), el derecho de reproducción implica la fijación material de la obra en un soporte (libro, CD, DVD, etc.).
La Scam negocia contratos con operadores ( televisión, emisora de radio, prensa escrita, televisión personal móvil, internet, etc.) previendo una remuneración para los autores. ; Estos contratos proporcionan seguridad jurídica a los operadores y les permiten distribuir todas las obras declaradas en el repertorio Scam.  Las sumas recaudadas en virtud de estos acuerdos se distribuyen entre los titulares de los derechos de las obras explotadas.
Cuando un operador firma un contrato general con Scam, adquiere el derecho a utilizar el directorio de Scam. Estas son las obras declaradas a Scam por sus integrantes que constituyen este repertorio. La Scam gestiona los derechos de autor independientemente del medio de distribución : televisión (terrestre y digital, cable, satélite, televisión personal móvil), radio, vídeo, internet, VoD, prensa, etc.

## Obras gestionadas
La Scam se encarga de:
- obras audiovisuales (cine o televisión) de carácter documental y docudramático;
  - documentales, reportajes, trabajos periodísticos;
  - nuevas imágenes: videoarte, créditos, decoraciones, 2D/3D;
  - películas corporativas;
  - subtitulado y doblaje;
- trabajos escritos, científicos y de prensa escrita : Scam representa a escritores y periodistas francófonos para la lectura y adaptación de sus obras en radio y televisión, para la reprografía, para la copia privada, para los derechos de préstamo bibliotecario, para la explotación realizada con fines educativos , etc. ;
- imágenes fijas : fotografías, ilustraciones, gráficos, dibujos , etc. ;
- obras radiofónicas de carácter documental, literario y periodístico así como podcasts.

No forma parte del directorio de la Scam, sin embargo, los informativos de televisión, los decorados, los servicios religiosos, ni juegos y competiciones, ni las retransmisiones de eventos o retransmisiones de servicios.

## Acción cultural
La Scam también informa a los creadores sobre sus derechos y ofrece modelos de contratos, fichas legales, asesoramiento legal, etc. Por último, la Scam también realiza acción cultural y social. En 1985, el legislador francés estableció un canon sobre las casetes vírgenes en beneficio de los titulares de derechos perjudicados por la inflación de las copias para uso privado. ; la regalía se extendió en 2000 a los medios digitales. De conformidad con la ley, 25 % de las sumas así recaudadas financian la acción cultural de Scam para la promoción de autores y obras de su repertorio : becas de escritura Brouillon d'un rêve, premio Joseph Kessel, premio Mentor, premio Émergences, premio Pierre & Alexandra Boulat, Nuit de la Radio, proyecciones, encuentros, exposiciones, apoyo financiero para varios festivales, asistencia para la formación , etc.
Desde 1984, gestiona el Premio Albert Londres, fundado en 1933, que premia a los mejores periodistas francófonos menores de cuarenta años y, de 2007 a 2018, el premio Philippe-Caloni destinado a “ un periodista que ha demostrado talento y eclecticismo, particularmente en el ejercicio de la entrevista o entrevista ".

## Eventos
- El festival de documentales Les Étoiles du, cada año en noviembre en París [10]
- El ojo de oro, premio documental – Cannes
- Cada año desde 2000, Scam ofrece Radio Night,[11] un evento para la escucha colectiva de archivos radiofónicos.